# SIGHUP
В POSIX-системах, SIGHUP — сигнал, посылаемый процессу для уведомления о потере соединения с управляющим терминалом пользователя.
SIGHUP — целочисленная константа, определённая в заголовочном файле signal.h. Символьные имена сигналов используются вместо номеров, так как в разных реализациях номера сигналов могут различаться.
POSIX закрепляет за SIGHUP значение 1. Например, для активации новых терминалов после их добавления в файл /etc/ttys рекомендуется послать SIGHUP процессу init, командой «kill -1 1» (init имеет PID = 1).

## Этимология
SIG — общий префикс, означающий «сигнал», HUP — сокращенное написание англ. hang up — отбой, прерывание линии.

## История
Много лет доступ к компьютерам (мэйнфреймам) осуществлялся подсоединением к ним компьютерных терминалов через последовательные линии (например, линии стандарта RS-232). Поэтому при разработке системы сигналов был определен сигнал разрыва соединения, для завершения всех программ запущенных с потерянного терминала.
Сигналы всегда были удобным средством межпроцессного взаимодействия, но ранние разработки не включали в себя пользовательских сигналов (таких как появившиеся позднее SIGUSR1 и SIGUSR2), которые программа могла использовать для собственных нужд. По этой причине, в программах, не использующих при своей работе управляющих терминалов, например демонах, SIGHUP стали использовать для переинициализации (перечитывания файлов конфигурации). Такое использование SIGHUP сохранилось и по сей день, как в старых и стандартных программах (init, inetd, cron, Sendmail, Apache …), так и в большинстве новых, и считается стандартом де-факто.

## Использование
Сигнал SIGHUP посылается:
- При прерывании соединения на последовательной линии — программам, запущенным с терминала, подключенного к ней; часто из-за того, что пользователь отсоединяет свой модем от телефонной или выделенной линии. Операционная система определяет разрыв соединения по исчезновению сигнала «несущая» (англ. carrier detect, DCD) последовательного порта.
- При закрытии псевдо- или виртуальных терминалов, которые используются на современных системах вместо аппаратных терминалов.
- Утилитой или функцией kill, с консоли или из скрипта/утилиты для управления демоном — для выполнения предусмотренного действия (обычно перечитывания конфигурации и переинициализации).

Обычным действием по умолчанию для SIGHUP в POSIX-системах является завершение процесса.
Unix-шелл при получении SIGHUP обычно запускает заново все остановленные задачи перед посылкой им SIGHUP. В других реализациях (например, GNU bash) шелл «отрекается» от всех дочерних задач перед завершением (и они продолжают работать).
SIGHUP может быть перехвачен или проигнорирован программой.
Для предотвращения завершения SIGHUP стандартных программ и утилит существует утилита nohup («префикс» для программы в командной строке). nohup настраивает игнорирование SIGHUP, после чего запускает программу с аргументами в фоновом режиме с перенаправлением вывода в файл nohup.out в текущем или домашнем каталоге пользователя.